# James Stuart Blackton
James Stuart Blackton (5 de gener de 1875 - 13 d'agost de 1941) fou un productor i director de cinema britànic-americà de l'època muda. Un dels pioners de les pel·lícules cinematogràfiques, va fundar Vitagraph Studios el 1897. Va ser un dels primers cineastes a utilitzar les tècniques de stop-motion i dibuixos animats, es considera un pare de l'animació nord-americana i va ser el primer a portar moltes obres de teatre i llibres clàssics a la pantalla.

## Biografia
James Stuart Blackton va néixer el 5 de gener de 1875 a Sheffield, Yorkshire, Anglaterra, fill de Henry Blacktin i Jessie Stuart. Va emigrar amb la seva família als Estats Units el 1885 i va canviar el nom de família a Blackton.
Va treballar com a reporter i il·lustrador al New York Evening World, i va actuar regularment a l'escenari amb l'il·lusionista Albert Smith. El 1896, Thomas Edison va demostrar públicament el Vitascopi, un dels primers projectors de cinema, i es va enviar a Blackton per entrevistar Edison i proporcionar dibuixos de com s'havien fet les seves pel·lícules. Amb ànsia de bona publicitat, Edison va portar Blackton a la seva Black Maria, la cabina especial que feia servir per rodar, i va crear una pel·lícula en la que Blackton feia un retrat ràpid d'Edison. L'inventor va fer una feina tan bona venent l'art de la realització de fotografies que va parlar de Blackton i del seu company Smith per comprar una impressió de la nova pel·lícula, així com també impressions de nou pel·lícules més, a més d'un Vitascopi per mostrar-les a audiències de pagament.

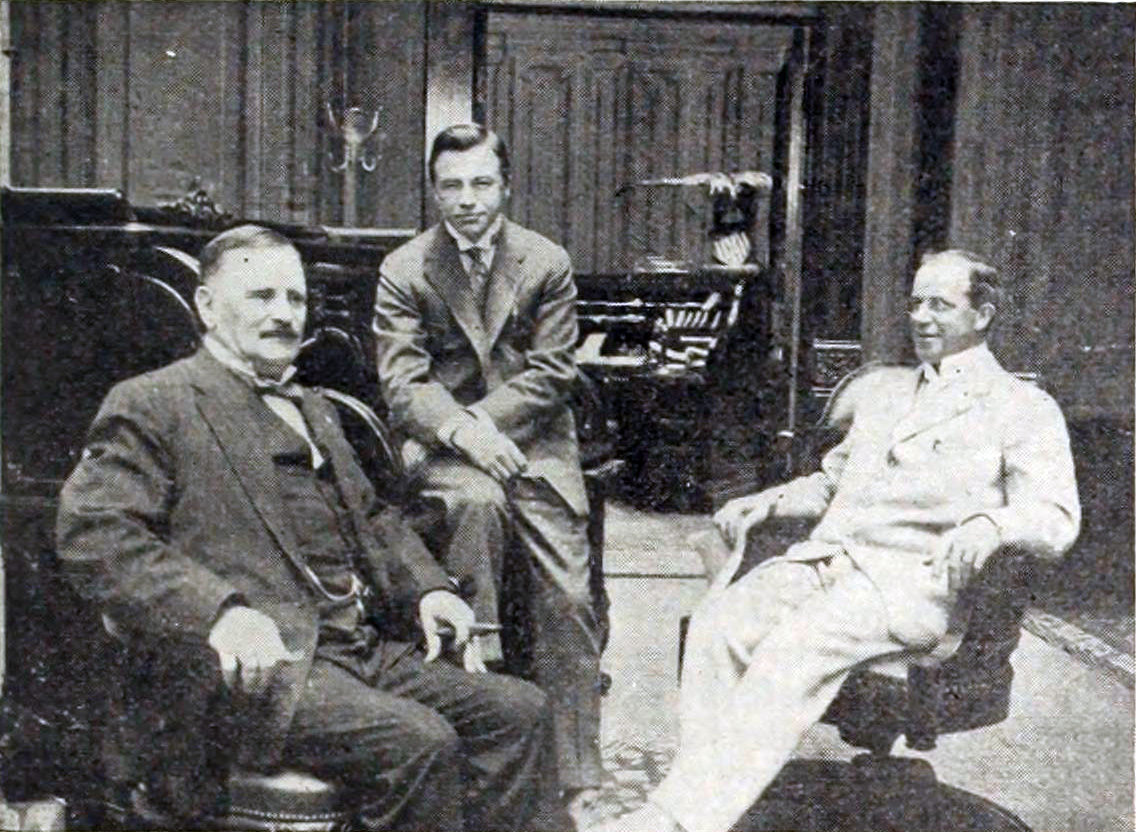
Els fundadors dels estudis Vitagraph William T. Rock, Albert E. Smith i J. Stuart Blackton (1916)

El nou acte va tenir un gran èxit, malgrat les diverses coses que Blackton i Smith feien entre les pel·lícules d'Edison. El següent pas va ser començar a fer pel·lícules pròpies. D'aquesta manera va néixer l'American Vitagraph Company.
Durant aquest període, J. Stuart Blackton va dirigir l'estudi Vitagraph, i va produir, dirigir i escriure les seves pel·lícules. Fins i tot va protagonitzar algunes de les seves pel·lícules, interpretant al personatge de còmics "Happy Hooligan" en una sèrie de curtmetratges. Com que els beneficis augmentaven constantment, Blackton va sentir que podia provar qualsevol idea que li passés al cap, i en una sèrie de pel·lícules, Blackton va desenvolupar els conceptes d'animació.

### Pel·lícules d'animació
La primera de les seves pel·lícules d'animació és The Enchanted Drawing, amb data de copyright de 1900, es va realitzar probablement almenys un any abans. En aquesta pel·lícula, Blackton esbossa una cara, una ampolla de vi i una copa, un barret i un cigarret. Durant la pel·lícula sembla treure el vi, el got, el barret i el cigar com a objectes reals i la cara sembla reaccionar. L'"animació" aquí és de la varietat stop-action, on la càmera està aturada, es fa un únic canvi i es torna a iniciar la càmera. El procés el va utilitzar per primera vegada Georges Méliès i altres.
La transició al stop-motion va ser aparentment accidental i es va produir cap al 1905. Segons Albert Smith, un dia l'equip va filmar una sèrie complexa d'efectes de stop-action al terrat mentre el vapor del generador de l'edifici baixava de fons. Quan va reproduir la pel·lícula, Smith va adonar-se de l'efecte estrany que van provocar els cops de vapor a través de la pantalla i va decidir reproduir-lo deliberadament. Algunes pel·lícules (algunes de les quals estan perdudes) utilitzen aquest efecte per representar fantasmes invisibles o per fer que les joguines cobrin vida. El 1906, Blackton va dirigir Humorous Phases of Funny Faces, que utilitza stop-motion i pal de titelles per produir una sèrie d'efectes. Després que la mà de Blackton dibuixi dues cares en una pissarra, semblen cobrar vida. La majoria de la pel·lícula utilitza efectes d'acció en viu en lloc d'animació, però, tanmateix, aquesta pel·lícula va tenir un efecte enorme en estimular la creació de pel·lícules d'animació a Amèrica. A Europa, el mateix efecte es va produir a The Haunted Hotel (1907), un altre curtmetratge de Vitagraph dirigit per Blackton. The Haunted Hotel es tractava principalment d'acció en directe sobre un turista que passava la nit en una fonda dirigida per esperits invisibles. La majoria dels efectes també són d'acció en directe, però una escena d'un sopar que es feia ella mateixa es va fer amb stop-motion i es va presentar en un primer pla que permetia als animadors principiants estudiar-la per aprendre la tècnica.
Blackton va fer una altra pel·lícula d'animació que ha sobreviscut, Lighting Sketches de 1907, però no té res a afegir a l'art de l'animació. El 1908 va realitzar la primera versió cinematogràfica nord-americana de Romeo i Julieta, rodada al Central Park de la ciutat de Nova York i The Thieving Hand, rodada a Flatbush, Brooklyn. Cap al 1909, Blackton estava massa absort en el negoci de dirigir Vitagraph per tenir temps per a la realització de cinema. Va considerar que els seus experiments en animació eren especialment juvenils (no van rebre cap esment en la seva autobiografia inèdita).

### Pel·lícules dramàtiques i vida posterior

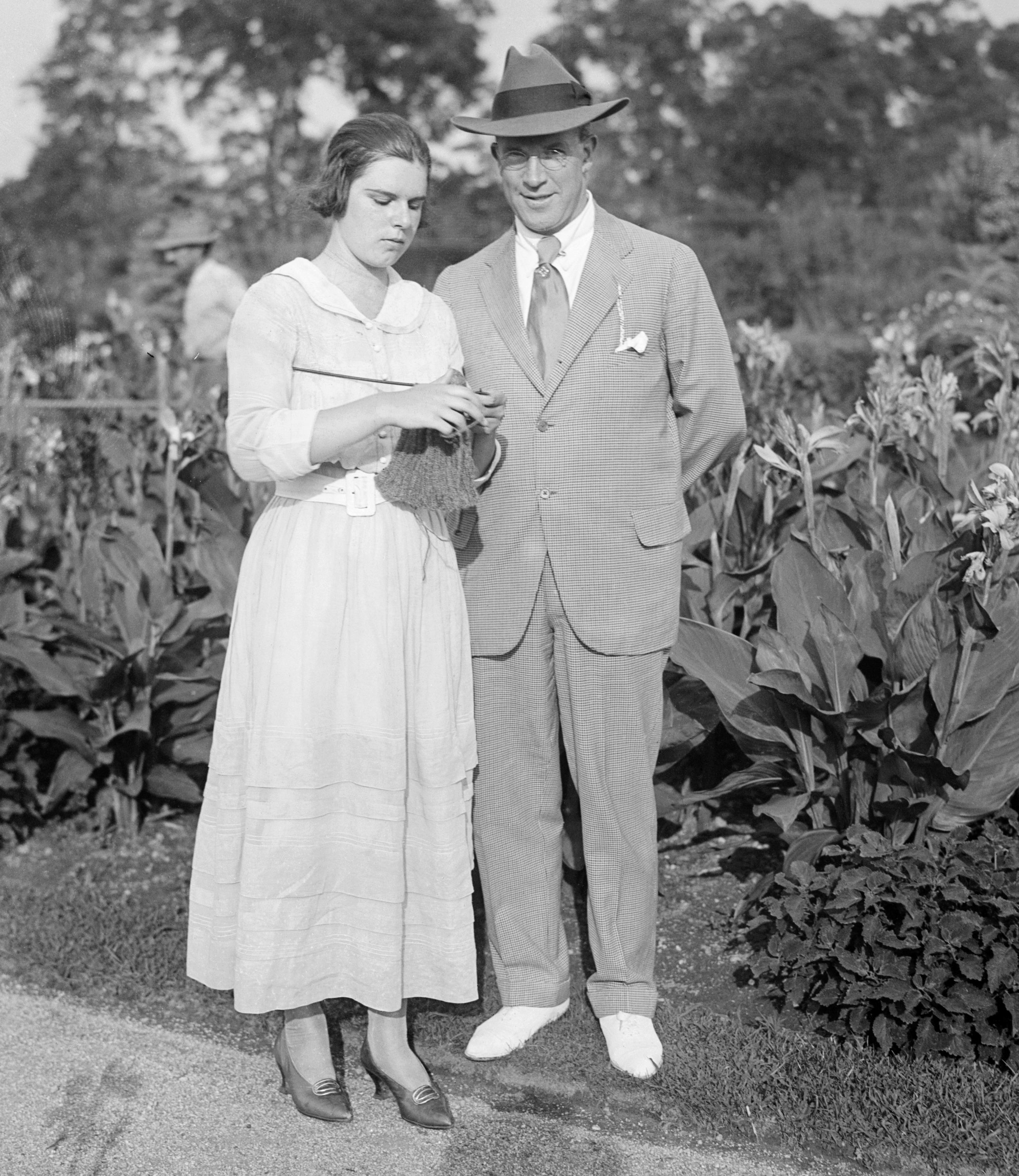
Blackton i la seva filla Marian Blackton Trimble (1901–1993), autora d'una biografia personal del seu pare que va ser editada per l'historiador de cinema Anthony Slide.

Stuart Blackton creia que els Estats Units haurien de sumar-se als aliats implicats en la Primera Guerra Mundial a l'estranger i el 1915 van produir The Battle Cry of Peace. L'expresident Theodore Roosevelt va ser un dels ferms seguidors de la pel·lícula i va convèncer el general Leonard Wood per deixar tot un regiment de marines a Blackton per utilitzar-lo com a complement. A la seva estrena, la pel·lícula va generar una controvèrsia que rivalitzava amb la de Naixement d'una nació perquè es considerava propaganda militarista.
Blackton va deixar Vitagraph per independitzar-se el 1917, però va tornar el 1923 com a soci menor d'Albert Smith. El 1925, Smith va vendre l'empresa a Warner Brothers per més d'1 milió de dòlars.
A Blackton li va anar força bé amb la seva participació fins al crac borsari de 1929, que va destruir els seus estalvis i el va deixar en fallida el 1931. Va passar els darrers anys a la carretera, mostrant les seves pel·lícules antigues i donant conferències sobre els dies de cinema mut. La seva filla Violet Virginia Blackton (1910–1965) es va casar amb l'escriptor Cornell Woolrich el 1930, però el seu matrimoni va ser anul·lat el 1933.
Es va casar amb l'actriu Evangeline Russell el 1936.
Blackton va morir el 13 d'agost de 1941, pocs dies després de patir una fractura de crani després de ser atropellat per un cotxe mentre creuava el carrer amb el seu fill. En el moment de la seva mort, treballava per a Hal Roach en experiments per millorar els fons de processos de colors. Blackton va ser cremat i enterrat al cementiri de Forest Lawn Memorial Park a Glendale, Califòrnia.

## Selecció de filmografia
| Any  | Títol                                                           | Notes            |
| ---- | --------------------------------------------------------------- | ---------------- |
| 1898 | The Burglar on the Roof                                         | Curtmetratge:8   |
| 1898 | Tearing Down the Spanish Flag                                   | Curtmetratge:8–9 |
| 1898 | The Humpty Dumpty Circus                                        | Curtmetratge     |
| 1900 | The Enchanted Drawing                                           | Curtmetratge     |
| 1902 | The Twentieth Century Tramp; or, Happy Hooligan and His Airship | Curtmetratge     |
| 1905 | The Adventures of Sherlock Holmes; or, Held for Ransom          | Curtmetratge     |
| 1906 | Humorous Phases of Funny Faces                                  | Curtmetratge     |
| 1906 | The Automobile Thieves                                          | Curtmetratge     |
| 1907 | A Curious Dream                                                 | Curtmetratge     |
| 1907 | The Haunted Hotel                                               | Curtmetratge     |
| 1907 | Lightning Sketches                                              | Curtmetratge     |
| 1908 | The Thieving Hand                                               | Curtmetratge     |
| 1908 | Macbeth                                                         | Curtmetratge     |
| 1908 | Romeo and Juliet                                                | Curtmetratge     |
| 1908 | The Airship, or 100 Years Hence                                 | Curtmetratge     |
| 1908 | Antony and Cleopatra                                            | Curtmetratge     |
| 1909 | Oliver Twist                                                    | Curtmetratge     |
| 1909 | Princess Nicotine; or, The Smoke Fairy                          | Curtmetratge     |
| 1909 | Les Misérables                                                  | [ 12 ]           |
| 1909 | A Midsummer Night's Dream                                       | Curtmetratge     |
| 1909 | The Life of Moses                                               |                  |
| 1911 | A Tale of Two Cities                                            | [ 14 ]           |
| 1912 | Richard III                                                     |                  |
| 1912 | Cardinal Wolsey                                                 |                  |
| 1915 | The Battle Cry of Peace                                         | :74              |
| 1916 | Whom the Gods Destroy                                           |                  |
| 1917 | The Judgement House                                             | [ 16 ]           |
| 1918 | Life's Greatest Problem                                         |                  |
| 1918 | The World for Sale                                              |                  |
| 1919 | The Common Cause                                                |                  |
| 1920 | My Husband's Other Wife                                         |                  |
| 1920 | The House of the Tolling Bell                                   | [ 17 ]           |
| 1922 | The Glorious Adventure                                          |                  |
| 1922 | A Gipsy Cavalier                                                |                  |
| 1923 | The Virgin Queen                                                |                  |
| 1923 | On the Banks of the Wabash                                      |                  |
| 1924 | Between Friends                                                 |                  |
| 1924 | Let Not Man Put Asunder                                         |                  |
| 1924 | The Beloved Brute                                               |                  |
| 1924 | Behold This Woman                                               |                  |
| 1924 | The Clean Heart                                                 |                  |
| 1925 | The Happy Warrior                                               |                  |
| 1925 | The Redeeming Sin                                               |                  |
| 1925 | Tides of Passion                                                |                  |
| 1926 | Bride of the Storm                                              |                  |
| 1926 | Hell-Bent for Heaven                                            |                  |
| 1926 | The Gilded Highway                                              |                  |
| 1926 | The Passionate Quest                                            |                  |
| 1927 | The American                                                    |                  |
| 1934 | The Film Parade                                                 | [ 18 ]           |

## Arxius
La pel·lícula de Blackton La Film Parade va ser restaurada per la UCLA Film and Television Archive el 2009. L' Academy Film Archiveva preservar la pel·lícula de Blackton, A Modern Cinderella el 2012.